# Bệnh viện Phụ sản Trung ương
Bệnh viện Phụ sản Trung ương (tên gọi cũ: Bệnh viện C) (tên tiếng Anh là National Hospital of Obstetrics and Gynecology (NHOG)) hay tiếng Pháp là Hôpital National de Gynécologie Obstétrique (HNGO)) nằm ở số 43 phố Tràng Thi, phường Hàng Bông, quận Hoàn Kiếm, thành phố Hà Nội. Bệnh viện là tuyến chuyên môn cao nhất chuyên ngành Phụ sản và Sơ sinh Việt Nam, là trung tâm đào tạo đại học và sau đại học. Bệnh viện có quy mô 600 giường bệnh; 14 phòng chức năng; 14 khoa lâm sàng; 09 khoa cận lâm sàng; 06 trung tâm; 01 đơn vị chăm sóc sức khỏe sơ sinh tại nhà.

## Ban Giám đốc

### Giám đốc:
- TTND. GS. TS. Nguyễn Duy Ánh (Kiêm nhiệm) - Giám đốc Bệnh viện Phụ sản Hà Nội.

### Phó Giám đốc:
- PGS. TS. Lê Hoài Chương
- ThS. BS. Lê Đình Cường
- PGS. TS. Vũ Văn Du

### Giám đốc qua các thời kỳ:
- GS. Đinh Văn Thắng (1966 - 1974)
- GS. Nguyễn Cận (1979 - 1985)
- GS. Nguyễn Thị Xiêm (1986 - 1988)
- GS. Dương Thị Cương (1988 - 1998)
- GS. TS. Nguyễn Đức Vy (1998 - 2004)
- GS. TS. Nguyễn Viết Tiến (2004 - 2013)
- PGS. TS. Vũ Bá Quyết (2013 - 2018)
- GS. TS. Trần Danh Cường (2018 - 2023)
- ThS. Đinh Anh Tuấn (10/2023 - 12/2023) - Phụ trách, điều hành bệnh viện.
- TTND. GS. TS. Nguyễn Duy Ánh (2/1/2024 đến nay)

## Chức năng nhiệm vụ
- Khám, chữa bệnh
- Nghiên cứu khoa học
- Đào tạo
- Chỉ đạo tuyến dưới
- Phòng bệnh
- Hợp tác Quốc tế
- Quản lý tài chính trong bệnh viện

## Lịch sử
Dưới thời Pháp thuộc, khu vực bệnh viện hiện nay là một nhà tu, sau là nhà thương Võ Tánh. Khi hòa bình lập lại (1955), nhà thương được tu sửa lại làm nơi khám, chữa bệnh cho cán bộ, công nhân viên chức các cơ quan trung ương.
Ngày 19 tháng 7 năm 1955, BS Hoàng Tích Trí, Bộ trưởng Bộ Y tế ký Nghị định 615-ZYO/NĐ/3A quy định tổ chức các cơ quan kế cận và trực thuộc Bộ, chính thức thành lập bệnh viện "C" đặt nền móng đầu tiên cho Bệnh viện Phụ sản Trung ương ngày nay.
Ngày 8 tháng 11 năm 1960, Bộ Y tế lại có QĐ 708/BYT sửa đổi, tổ chức lại Bệnh viện C theo hướng chuyên khoa phụ sản. Trước sự phát triển của khoa học kỹ thuật và nhu cầu khám chữa bệnh của nhân dân, ngày 14 tháng 5 năm 1966, Thủ tướng Chính phủ Phạm Văn Đồng đã ký Quyết định số 88/CP đổi tên Bệnh viện C thành Viện Bảo vệ Bà mẹ và Trẻ sơ sinh. Lần đầu tiên tại Việt Nam có một Viện chuyên ngành nghiên cứu tình trạng sinh lý, bệnh lý của phụ nữ, của các bà mẹ và trẻ sơ sinh, hướng tới mục tiêu "Bảo vệ tốt sức khỏe phụ nữ, các bà mẹ và trẻ sơ sinh, góp phần vào việc giải phóng phụ nữ, phát triển sản xuất, bảo vệ thế hệ tương lai của Tổ quốc".
Năm 2003, nhu cầu được chăm sóc sức khỏe sinh sản, khám bệnh, chữa bệnh của nhân dân ngày một lớn, đòi hỏi sự chuyển đổi về tính chất, quy mô của Viện, ngày 18 tháng 6 năm 2003, Bộ trưởng Bộ Y tế đã ký Quyết định 2212/QĐ-BYT đổi tên Viện Bảo vệ Bà mẹ và Trẻ sơ sinh thành Bệnh viện Phụ sản Trung ương trực thuộc Bộ Y tế, tiếp tục thực hiện những chức năng, nhiệm vụ trước đây của Viện Bảo vệ Bà mẹ và Trẻ sơ sinh với những đòi hỏi cao hơn đảm bảo hoàn thành nhiệm vụ khám, chữa bệnh trong tình hình mới.